# Marià Martínez i Vallès
Marià Martínez i Vallès   (Barcelona, 22 de setembre de 1899 - Barcelona, 26 de juliol de 1972), conegut futbolísticament com a Rini, fou un futbolista català de la dècada de 1920.

## Trajectòria
Va néixer al barri barceloní de Les Corts. Començà a jugar l'any 1912 a l'infantil del New Catalonia com a davanter centre, passant a continuació a la posició d'extrem dret. Passà la major part de la seva vida futbolística a Sants, primer al Centre d'Esports i després a la Unió Esportiva, després de la fusió del primer amb l'FC Internacional. Debutà al Centre d'Esports el 1916, i després d'apartar-se del futbol en contraure matrimoni, retornà a l'equip el 1920. Ja a la UE Sants coincidí amb homes com Carulla i Sancho. La temporada 1927-1928 defensà els colors del RCD Espanyol, El 1928 ingressà al Patria Aragón de Saragossa, on també feu d'entrenador. A començaments de 1929 fitxà pel Zaragoza CD, on acabà la seva carrera. A Saragossa, el 22 de juny de 1930 es va fer un partit en homenatge a Rini entre dues seleccions d'Aragó i Catalunya. Els aragonesos van vèncer 3 a 1.
Fou convocat amb la selecció catalana de futbol per jugar enfront París, Praga i Zuric, disputant la segona part d'aquest darrer partit. També jugà la final de la Copa Princep d'Astúries enfront Astúries al camp del Molinón el 5 de setembre de 1926. Un cop retirat treballà a la Mutual Esportiva de Catalunya.